# Asota orbonis
Asota orbonis är en fjärilsart som beskrevs av Swinhoe 1892. Asota orbonis ingår i släktet Asota och familjen nattflyn. Inga underarter finns listade i Catalogue of Life.